# Turkiella cervinus
Turkiella cervinus là một loài ruồi trong họ Asilidae. Turkiella cervinus được Loew miêu tả năm 1856.